# Placentulininae
Placentulininae es una subfamilia de foraminíferos bentónicos de la familia Placentulinidae, de la superfamilia Discorboidea, del suborden Rotaliina y del orden Rotaliida. Su rango cronoestratigráfico abarca desde el Aaleniense (Jurásico inferior) hasta la Calloviense (Jurásico medio).

## Clasificación
Placentulininae incluye al siguiente género:
- Trispirina †

Otro género considerado en Placentulininae es:
- Placentulina †, aceptado como Trispirina